# John Fortune
John Fortune, właśc. John Wood (ur. 30 czerwca 1939 w Bristolu, zm. 31 grudnia 2013) – brytyjski komik, satyryk, aktor, scenarzysta i pisarz.

## Filmografia
jako scenarzysta
seriale
- 1966: The Late Show
- 1969: Where Was Spring?
- 1993: Rory Bremner, Who Else?

film
- 1965: My Father Knew Lloyd George
- 1995: Our Hands in Your Safe
- 2006: Coup!

jako aktor
seriale
- 1966: The Late Show
- 1980: Tak, panie Ministrze jako major Saunders
- 1991: Murder Most Horrid jako dziedzic Thorpe
- 2010: The Increasingly Poor Decisions of Todd Margaret jako sędzia

film
- 1965: My Father Knew Lloyd George
- 1981: Timon z Aten jako poeta
- 1995: Anglio, moja Anglio jako Edward Hyde, hrabia Clarendon
- 2002: Ella i jej matki jako profesor Atkins
- 2005: Wszystko gra jako szofer John